# Turgay İnal
Turgay İnal (* 1. Januar 1958 in Izmir) ist ein türkischer Fußballspieler. 

## Karriere
Turgay İnal begann seine Karriere bei Galatasaray Istanbul. Der Mittelfeldspieler spielte für Galatasaray vier Jahre lang und kam zu 65 Ligaspielen und 14 Toren. Nach der Zeit bei den Gelb-Roten wechselte Turgay İnal zu Sakaryaspor. Wie zuvor bei Galatasaray spielte İnal vier Jahre bei Sakaryaspor.
Im Sommer 1985 ging der Mittelfeldspieler zu Kayserispor. In der Saison 1985/86 stieg er mit Kayserispor in die 2. Liga ab. Die Spielzeit 1986/87 war seine letzte und er beendete seine Karriere.